# 錦町
錦町（にしきまち）は、熊本県の南部に位置する町。球磨郡に属する。

## 地理

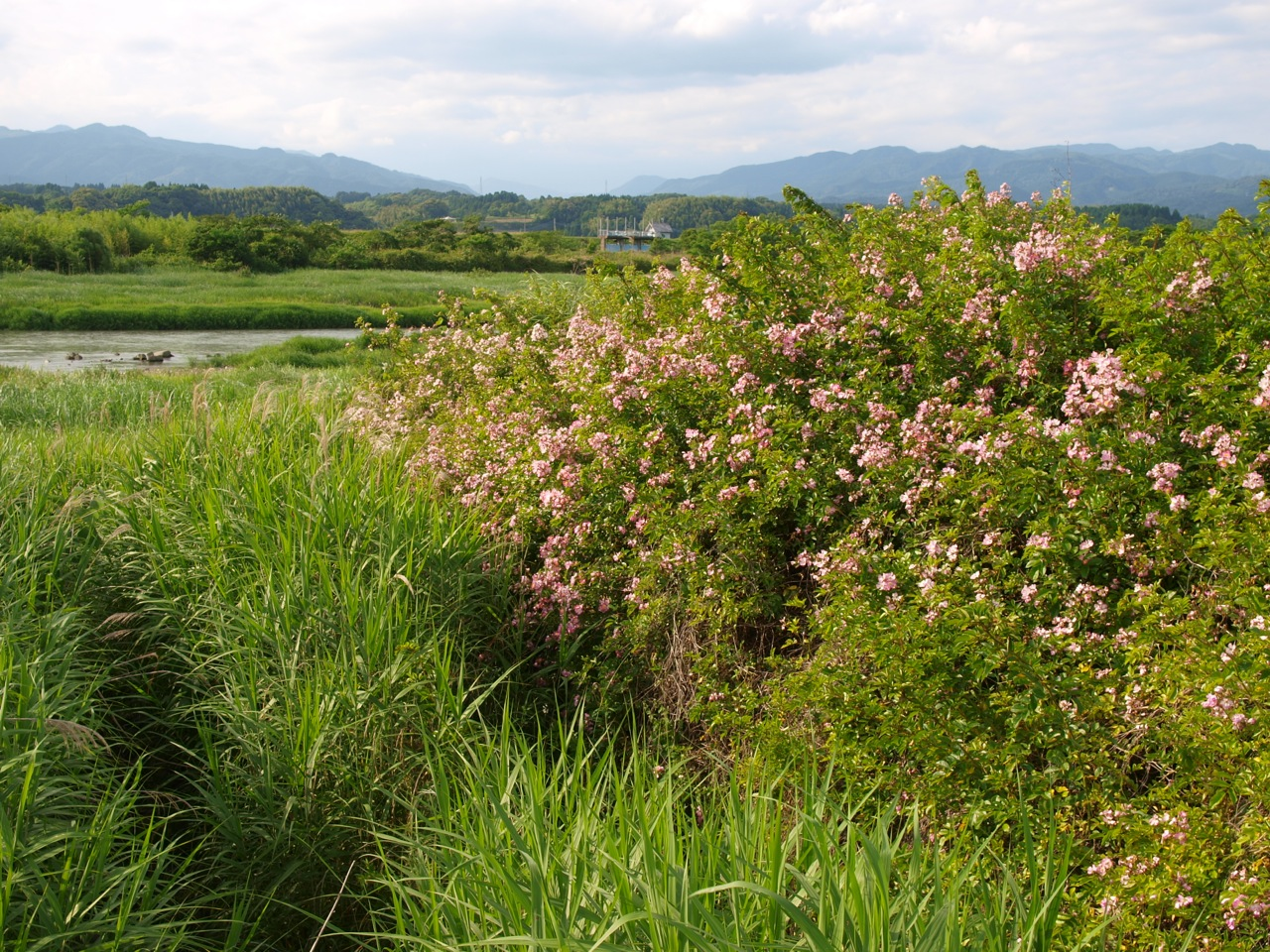
町内の球磨川沿いに自生するツクシイバラ

熊本県の南端部に位置する。熊本市からは南南東約70kmの場所にあたる。町の北部は人吉盆地の一部に含まれる平坦な地形で、球磨川が東西に流れる。南部は九州山地の一角を成す山がちな地形である。町域南端部は宮崎県と接している。
- 山：
- 河川：球磨川・大平川

### 隣接市町村
- 熊本県
  - 人吉市
  - 球磨郡相良村・あさぎり町
- 宮崎県
  - えびの市

### 地名
昭和の大合併による旧村名がそのまま大字になっている。
- 一武
- 木上(地内はさらに東・西・北・南の4地区に分かれる)
- 西

## 歴史
- 1955年（昭和30年）7月1日 - 西村・一武村・木上村が新設合併し、村制施行。
- 1965年（昭和40年）4月1日 - 町制施行。

## 行政
- 町長：森本完一（2007年4月27日から、4期目）

## 経済
2004年度町内総生産407億円。

### 産業
- 農業 - 町の南部の山がちな地域では梨・桃の生産が、球磨川沿いの平野では米の生産が多い。
- 工業 - ルネサス セミコンダクタ パッケージ&テスト ソリューションズ錦工場(旧熊本日本電気株式会社(NEC熊本)) 半導体・LSI製造、九州武蔵精密㈱自動車部品製造。
- ゴルフなどのレジャー観光 - 球磨カントリー倶楽部

## 姉妹都市・提携都市

### 国内
- 錦町（山口県）※現・岩国市
  - 1985年4月1日姉妹都市提携

## 地域

### 人口
| |                                      |  |
| 錦町と全国の年齢別人口分布（2005年） | 錦町の年齢・男女別人口分布（2005年） |  |
| ■紫色 ― 錦町 ■緑色 ― 日本全国 | ■青色 ― 男性 ■赤色 ― 女性            |  |
| 錦町（に相当する地域）の人口の推移 \| 1970年（昭和45年） \| 10,859人 \| \| \| 1975年（昭和50年） \| 10,340人 \| \| \| 1980年（昭和55年） \| 10,679人 \| \| \| 1985年（昭和60年） \| 11,598人 \| \| \| 1990年（平成2年） \| 11,728人 \| \| \| 1995年（平成7年） \| 12,095人 \| \| \| 2000年（平成12年） \| 11,975人 \| \| \| 2005年（平成17年） \| 11,647人 \| \| \| 2010年（平成22年） \| 11,075人 \| \| \| 2015年（平成27年） \| 10,766人 \| \| \| 2020年（令和2年） \| 10,288人 \| \| |                                      |  |
| 総務省統計局 国勢調査より |                                      |  |
| 1970年（昭和45年） | 10,859人                             |  |
| 1975年（昭和50年） | 10,340人                             |  |
| 1980年（昭和55年） | 10,679人                             |  |
| 1985年（昭和60年） | 11,598人                             |  |
| 1990年（平成2年） | 11,728人                             |  |
| 1995年（平成7年） | 12,095人                             |  |
| 2000年（平成12年） | 11,975人                             |  |
| 2005年（平成17年） | 11,647人                             |  |
| 2010年（平成22年） | 11,075人                             |  |
| 2015年（平成27年） | 10,766人                             |  |
| 2020年（令和2年） | 10,288人                             |  |

### 教育

#### 高等学校
- 熊本県立球磨商業高等学校
- 熊本県立球磨中央高等学校

#### 小・中学校
町立
- 錦中学校
- 西小学校
- 一武小学校
- 木上小学校

## 交通

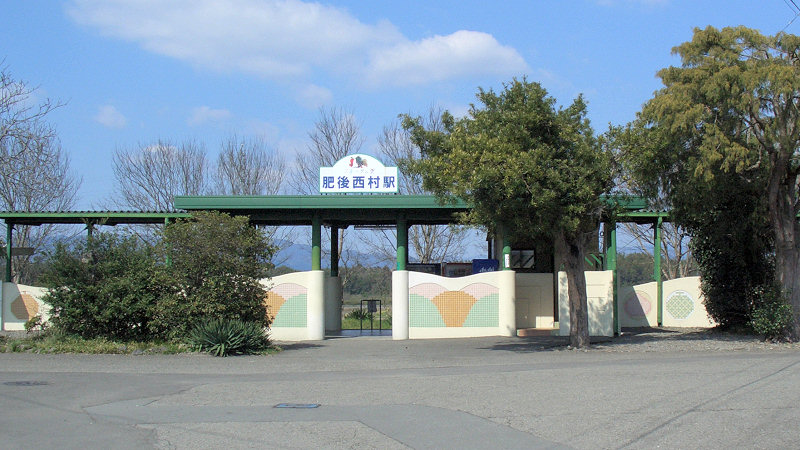
肥後西村駅

### 鉄道路線
- くま川鉄道
  - 湯前線
    - 肥後西村駅 - 一武駅 - 木上駅

### バス
- 産交バス
  - 人吉産交から免田・多良木を経由し、湯前町や水上村方面へ向かう路線が通っている。国道219号や西・一武の旧道を経由する西村経由と相良村柳瀬や木上、あさぎり町深田を経由する木上経由の2路線がある。

### 道路
高速道路の最寄りインターチェンジは九州自動車道人吉インターチェンジ。

#### 一般国道
- 国道219号
  - 道の駅：錦

#### 県道
主要地方道
- 熊本県道33号人吉水上線
- 熊本県道43号錦湯前線

一般県道
- 熊本県道262号覚井一武線
- 熊本県道265号大畑西線
- 熊本県道324号小枝深水線
- 熊本県道335号湯前人吉自転車道線

## 名所・旧跡・観光スポット・祭事・催事
- 剣豪「丸目蔵人」顕彰全日本選抜剣道七段選手権大会（10月）平成18年度17回大会にて終了
- 剣豪「丸目蔵人」顕彰少年剣道選手権大会（6月）平成19年度時38回開催
- 丸目蔵人佐の墓
- 京ヶ峰横穴古墳
- 神城文化の森（2月~3月の期間ひなまつりでにぎあう新しい観光地）
- 百太郎溝

## 著名な出身者
- 丸目長恵（戦国時代-江戸時代初期の武将。丸目蔵人佐の名で知られる）
- 橋本英二（日本製鉄代表取締役社長、日本鉄鋼連盟会長）
- 田中光吉（元プロボクサー）

## にしきのももりん

### プロフィール
- 名前：にしきのももりん
- 出身：錦町
- 性別：女の子
- 種族：妖精
- 住所：錦町役場選管図書館
- 特技：フルーツに乗ること

### キャラクター誕生
2009年（平成21年）に錦町のイメージアップ、PRの促進のため町民に親しまれ、特産品パッケージ等に利用できるキャラクターを全国から募集した。「ゆるキャラの部」と「萌えキャラの部」合わせて992件の応募があり、3次選考では町民投票が行われ、ゆるキャラとして錦太郎、萌えキャラとしてにしきのももりんが選出された。
にしきのももりんは妖精をモチーフに、同町の町花であるツクシイバラを髪飾りとして着用している。さらに特産品のメロンに乗り、桃、梨を従えている。